# Park Złotnicki
Park Złotnicki to park położony w zachodniej części Wrocławia na osiedlu Złotniki. Na zachód od parku, za ulicą Żwirową, przepływa rzeka Bystrzyca. Park obejmuje powierzchnię ok. 20 ha.. Położony jest w obrębie ulic: Złotnickiej, Żwirowej i Solińskiej. Na południe od parku przebiega linia kolejowa nr 275 biegnąca z Wrocławia do Legnicy. Pieczę nad Parkiem Złotnickim sprawuje Zarząd Zieleni Miejskiej podległy Departamentowi Architektury i Rozwoju Urzędu Miejskiego Wrocławia. Obecna nazwa parku obowiązuje na podstawie § 1 pkt 15 uchwały nr LXXI/454/93 Rady Miejskiej Wrocławia z dnia 9 października 1993 roku w sprawie nazw parków i terenów leśnych istniejących we Wrocławiu.
Obszar na którym leży park objęty jest strefą ochrony konserwatorsko-archeologicznej. Na terenie parku odkryto dwa grodziska wczesnośredniowieczne z ok. IX - XI wieku.
W latach 1991–1995 park został odrestaurowany według projektu Pracowni Projektowej "Miasto + Zieleń".
W paku znajdują się obiekty rekreacyjno-sportowe:
- plac zabaw dla dzieci
- mini-siłownia
- boisko do koszykówki
- górka motokrosowa
- tor dla łyżworolkarzy.

Utworzone również zostały ciekawe elementy krajobrazowo-przyrodnicze:
- staw parkowy
- niewielkie cieki o charakterze melioracyjnym z kładkami
- polany.

W parku znajdują się pomniki przyrody – 9 sztuk dębów szypułkowych. Na zachodnim skraju parku, przy ulicy Żwirowej, w pobliżu Kładki Złotnickiej, znajduje się pomnik upamiętniający mieszkańców Goldschmieden (Złotnik) poległych w czasie I wojny światowej.